# Lugnet (torp)

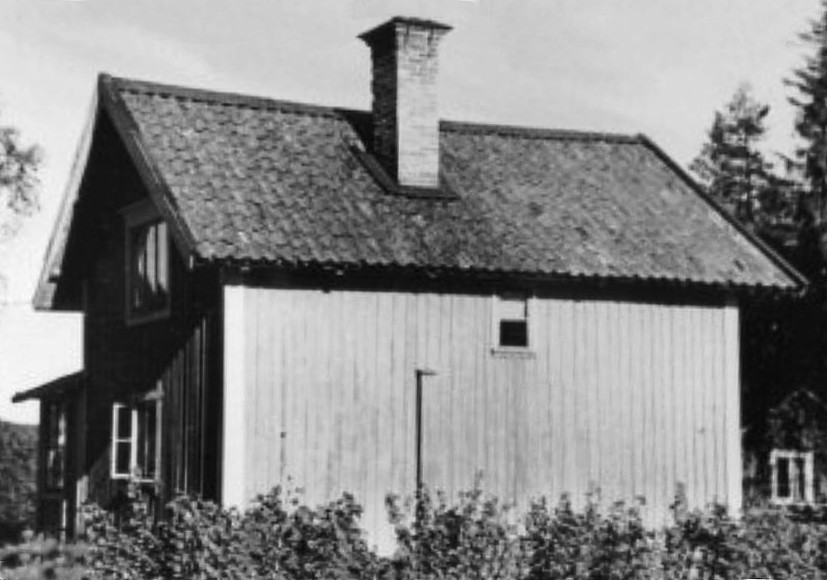
Torpet Lugnet på 1930-talet.

Lugnet var ett torp i nuvarande stadsdelen Hökarängen, södra Stockholm. Det byggdes 1771 och revs 1962.

## Historik

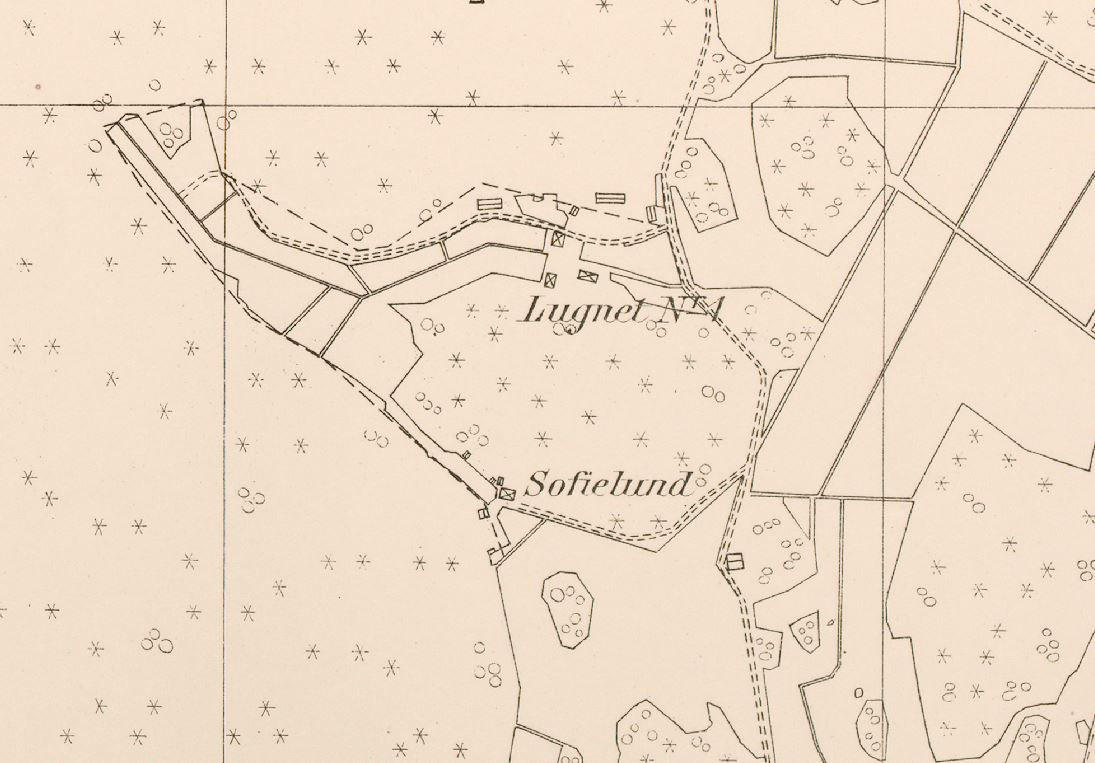
Lugnet Nr 1, karta 1926.

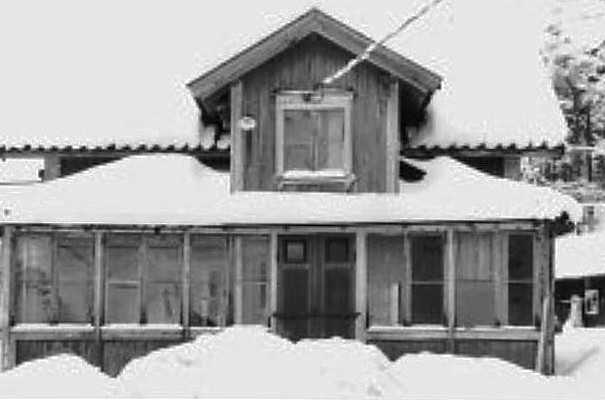
Torpet Lugnet kort innan rivningen 1962.

Torpet, som även kallades  Farsta Lugnet,  Asplund eller Grindstugan, tillhörde Farsta gård. Det uppfördes 1771, och låg strax söder om torpet Starrmyran i norra delarna av Farstas ägor (idag parken mellan Söndagsvägen och Lingvägen). Lugnet friköptes från Farsta gård år 1874 och blev då en egen fastighet med 10 tunnland mark. Ägare var änkan Anna Sofia Olsson som bodde här fram till 1899. Efter 1880 arrenderade hon ut stället till  Carl Wilhelm Lundgren och hans hustru Eva Sofia Andersson. 
Under slutet av 1800-talet byggdes boningshuset om och blev direktörsbostad. Huset fick en övervåning och en inglasad veranda. Det var då tillsammans med torpen Starrmyran och Bergholm den enda bebyggelsen i det som senare skulle bli stadsdelen Hökarängen. Mellan åren 1917 och 1934 ägdes Lugnet av musikläraren Karl Isak Zetterlund. Då bestod Lugnet av tre boningshus och några ekonomibyggnader. 
År 1953 såldes Lugnets hus och mark till tre bröder Olsson, som drev en byggnadsfirma och kallades "Tre Knas". De lyckades förhindra utbyggnaden av Lingvägen och översta delen av Russinvägen, som låg på Lugnets mark. På fastigheten låg även torpet Sofielund, som på 1950-talet användes som fritidshus.
Långt in på 1950-talet fanns här en handelsträdgård som drevs av trädgårdsmästaren Allan Mårtensson med hustru Tyra. De bodde i en liten röd stuga vid skogskanten. År 1962 såldes marken av bröderna Olsson till Stockholms stad och bebyggelsen (utom vita villan) samt handelsträdgården revs. Marken hade genom Olssons spekulation blivit mycket dyr och Stockholms stad fick bygga både högre och tätare än tidigare i Hökarängen. Strax bredvid ligger den vita villan "Lugnet" som uppfördes 1928 (dagens adress är Söndagsvägen 80). Den innehöll till en början nio rum och kök, och blev senare ombyggd till två bostäder.